# 克利福德·卡尔森

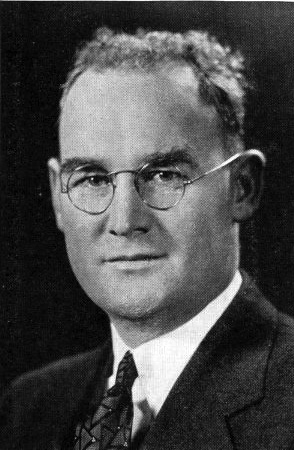
克利福德·卡尔森

亨利·克利福德·“多克”·卡尔森（Henry Clifford "Doc" Carlson，1894年7月4日—1964年11月1日），出生於俄亥俄州默里城。美国篮球教练，曾执教匹兹堡大学篮球队长达36年（1922年-1958年）。1964年在宾夕法尼亚州利戈尼尔去世。
1959年，卡尔森入选篮球名人堂。